# Каменев, Филимон Иванович
Филимо́н Ива́нович Ка́менев (15 января 1909, Сажное, Курская губерния — 16 февраля 1982, Зарайск, Московская область) — младший лейтенант Советской Армии, участник Великой Отечественной войны, Герой Советского Союза (1944).

## Биография
Филимон Каменев родился 15 января 1909 года в селе Сажное (ныне — центр Саженского сельского поселения, Яковлевский район, Белгородская область). После окончания неполной средней школы работал в колхозе. В июне 1941 года Каменев был призван на службу в Рабоче-крестьянскую Красную Армию, с того же года — на фронтах Великой Отечественной войны. К июню 1944 года старший сержант Филимон Каменев командовал миномётным расчётом 801-го стрелкового полка 235-й стрелковой дивизии 43-й армии 1-го Прибалтийского фронта. Отличился во время освобождения Витебской области Белорусской ССР.
В июне 1944 года Каменев одним из первых переправился через Западную Двину и во главе группы бойцов выбил противника из занимаемых им траншей, захватил плацдарм на западном берегу реки в районе деревни Комли Бешенковичского района и держал на нём оборону до переправы основных сил.
Указом Президиума Верховного Совета СССР от 22 июля 1944 года старший сержант Филимон Каменев был удостоен высокого звания Героя Советского Союза с вручением ордена Ленина и медали «Золотая Звезда».
В 1945 году Каменев окончил курсы младших лейтенантов. В 1946 году он был уволен в запас. Проживал и работал в городе Зарайске Московской области. Скончался 16 февраля 1982 года.
Был также награждён рядом медалей.

## Память
В честь Каменева названа школа на его родине.
В г. Зарайск Московской области, названа улица в его честь.